# Graphiphora marginata
Graphiphora marginata är en fjärilsart som beskrevs av Barend J. Lempke 1964. Graphiphora marginata ingår i släktet Graphiphora och familjen nattflyn. Inga underarter finns listade i Catalogue of Life.